# 蒋尔雄
蒋尔雄（1934年—），男，浙江奉化人，中国计算数学家，复旦大学教授、数学系原主任，曾任上海市数学会副理事长。